# Lotto-Soudal U23

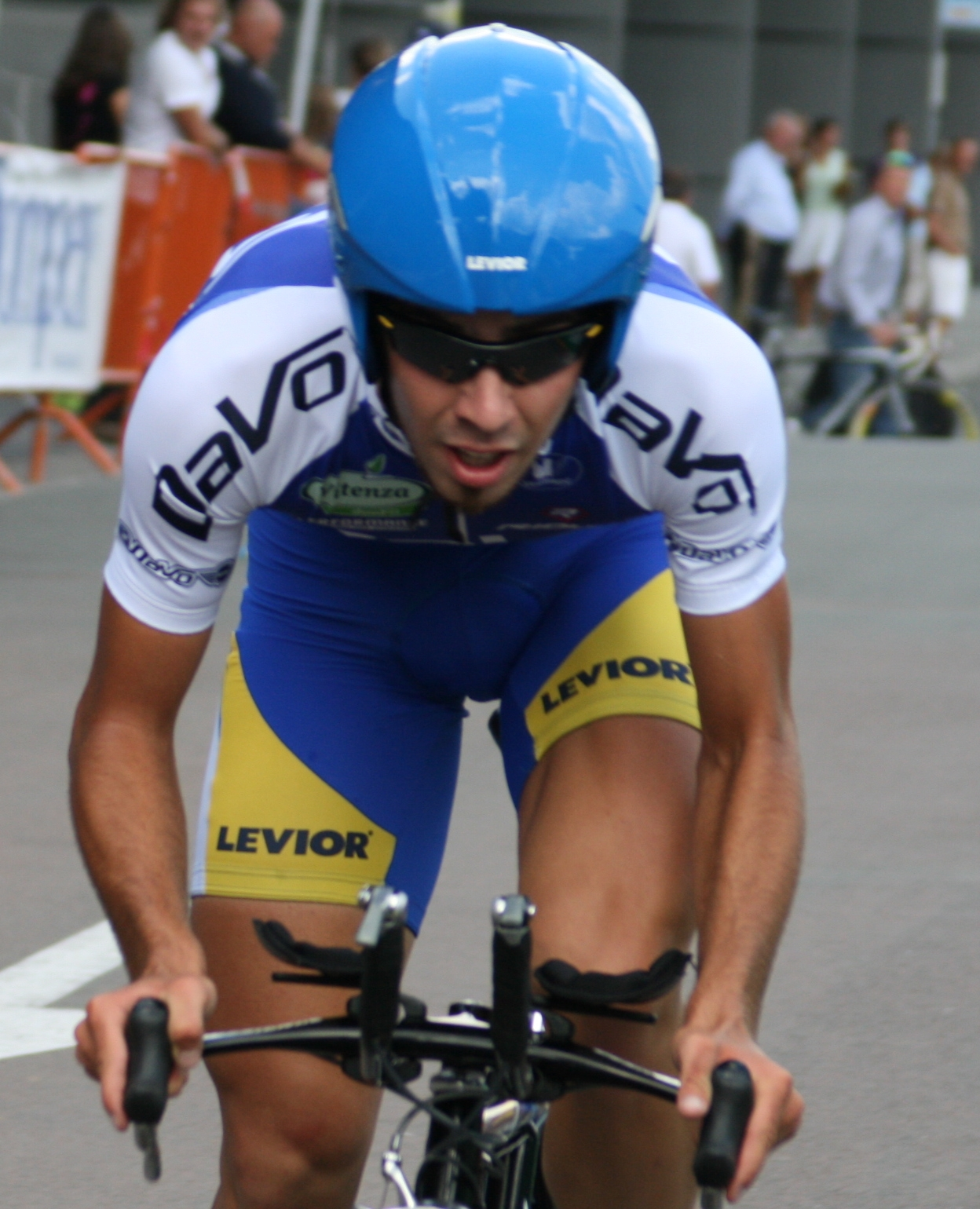
Thomas De Gendt al 2008

L'equip Lotto-Soudal U23, conegut anteriorment com a Davo, és un equip ciclista belga que actualment fa d'equip reserva de la formació Lotto-Soudal.
Creat el 2005, malgrat participar en algunes curses dels circuits continentals, l'equip no té categoria continental. Només va tenir aquest nivell de 2005 a 2007.

## Principals victòries
- Triptyque des Monts et Châteaux: Thomas De Gendt (2008), Kris Boeckmans (2009)
- Gran Premi dels Marbrers: Ben Hermans (2008), Emiel Planckaert (2016)
- Lieja-Bastogne-Lieja sub-23: Tosh Van der Sande (2011), Bjorg Lambrecht (2017)
- Fletxa ardenesa: Zico Waeytens (2011), Harm Vanhoucke (2017)
- Tour del País de Savoia: Louis Vervaeke (2014)
- Ronda de l'Isard d'Arieja: Louis Vervaeke (2014), Bjorg Lambrecht (2016)
- Piccolo Giro de Llombardia: Harm Vanhoucke (2016)
- Gran Premi Stad Sint-Niklaas: Gerben Thijssen (2017)

### Grans Voltes
- Tour de França
  - 0 participacions

- Giro d'Itàlia
  - 0 participacions

- Volta a Espanya
  - 0 participacions

## Classificacions UCI
L'equip va participar diferents temporades com a equip continental

### UCI Europa Tour
| Temporada | Classificació per equips | Millor ciclista en la classificació individual |
| --------- | ------------------------ | ---------------------------------------------- |
| 2005      | 72è                      | Kenny Dehaes (431è)                            |
| 2006      | 115è                     | Stijn Ennekens (829è)                          |
| 2007      | 110è                     | Michel Kreder (677è)                           |